# Bernardo Prudencio Berro
Bernardo Prudencio Berro y Larrañaga (Montevideo, vice-royauté du Río de la Plata, 28 avril 1803 – Montevideo, Uruguay, 19 février 1868) est un écrivain et homme d'État uruguayen, président de la République entre 1860 et 1864.

## Biographie

### L'ascension politique
Fils de Pedro Francisco Berro Etchebarne - un commerçant originaire de Uztárroz en Navarre - et de Juana María Josefa Larrañaga Piriz – uruguayenne descendante d'immigrants basques originaires de Azkoitia, en Guipuscoa – le jeune Bernardo bénéficia d'une solide éducation sous la tutelle de son oncle, l'érudit et futur vicaire apostolique de Montevideo Dámaso Antonio Larrañaga. Durant sa jeunesse, il étudia la poésie, acquit une solide formation philosophique et s'intéressa aux sciences naturelles tout en travaillant dans le magasin paternel situé dans le quartier montevidéen de la Aguada.
Il participa, entre 1825 et 1828, à la Cruzada Libertadora (révolte contre la domination brésilienne dans la Province Orientale) et occupa divers postes dans le camp patriote. Il vécut ensuite sur une exploitation que son père possédait à Casupá dans le département de Minas, puis s'installa à Montevideo en 1832 où il travailla pour le journal La Diablada, un organe d'opposition au gouvernement du général Fructuoso Rivera. En 1836, après avoir épousé Práxedes Rosa Bustamante y Del Puerto (dont il eut 15 enfants), il rallia le camp gouvernemental lors de la révolte de Rivera contre le nouveau président, Manuel Oribe, et participa à la bataille de Carpintería. La même année, il fut élu député du département de Maldonado.
Après la chute de Manuel Oribe (1838) et le début de la Grande Guerre, Berro se retira sur ses terres puis voyagea au Brésil. À son retour, il se joignit aux blancos (partisans de Oribe) qui assiégeaient Montevideo, le dernier  refuge des colorados (partisans de Rivera). Il intégra la rédaction du journal El Defensor de la Independencia Americana, occupa diverses fonctions dans l'administration blanca avant d'être nommé ministre de l'Intérieur du gouvernement du Cerrito, le 27 novembre 1845.
La Grande Guerre terminée, il devint sénateur du département de Minas puis président de la Chambre Haute, ce qui lui permit d'assurer l'intérim de la présidence de la République entre le 15 février  (départ de Joaquín Suárez) et le 1er mars 1852 (élection de Juan Francisco Giró). Il fut un proche collaborateur du nouveau président et son ministre de l'Intérieur et des Affaires étrangères en 1853, mais aussi l'une des principales cibles de l'opposition. Lorsque cette dernière renversa Giró en septembre 1853, il participa à l'éphémère et vaine insurrection dirigée par le général blanco Diego Lamas pour rétablir le président déchu. C'est durant cet épisode que le colorado César Díaz ordonna l'exécution sans jugement de Berro en cas d'arrestation.
Le calme revenu et sa condamnation annulée, Berro devint sénateur du département de Maldonado en 1856, puis président du Sénat (1858-1859) avant d'être élu président de la République le 1er mars 1860, pour une période de quatre ans.

### La présidence
Bien que blanco à l'origine, Berro mena une « politique de fusion » qui consistait à réconcilier et rassembler les Orientaux, tout en  neutralisant ceux qui les avaient trop longtemps divisés : les caudillos et les partis traditionnels (les partis colorado et blanco). Le président interdit d'afficher les vieilles divisions en public, sous peine d'arrestation et de poursuites judiciaires. Il entreprit également d'affaiblir les caudillos en limitant leurs pouvoirs. Dans chaque département, les postes de directions politiques (jefaturas políticas) et de commandements militaires (comandancias militares) furent séparés et des civils nommés pour contrebalancer l'influence des caudillos. Respectueux de la Constitution et des lois, Berro décida aussi de corriger un système électoral marqué par la fraude. Il interdit aux chefs politiques de chaque département d'intervenir dans les élections.
Berro eut également maille à partir avec l’Église catholique. Tout débuta avec le refus d'enterrer un franc-maçon d'origine allemande – le Dr. Enrique Jacobson – par le curé de San José, en avril 1861. La famille décida de transporter le corps à Montevideo, où le curé de l'église de la Matriz accepta de procéder à l'inhumation. Mais le vicaire apostolique de Montevideo – Jacinto Vera – interdit que le cadavre fût conduit à l'église et qu'on lui donnât une sépulture ecclésiastique. Il fut, malgré tout, inhumé avec l'autorisation du gouvernement. Considérant que le pouvoir civil avait empiété sur les droits de l’Église, le prélat exigea l'exhumation du cadavre et interdit l'accès au cimetière. La réponse du gouvernement fut immédiate ; le 18 avril 1861, un décret sécularisa les cimetières. Mécontent de l'attitude du desservent de la Matriz, le vicaire apostolique décida de le destituer. Mais le gouvernement s'y opposa au prétexte que la Constitution prévoyait son accord pour la nomination ou la destitution d'ecclésiastiques. Finalement, l'intransigeance du prélat poussa le président Berro à lui retirer l'exequatur et à l'exiler.
Le gouvernement multiplia les mesures pour favoriser le retour de la prospérité et mettre en place une administration efficace. Parmi les mesures les plus marquantes, on peut noter la réforme commerciale de 1861 qui diminua les tarifs douaniers sur les importations, la création d'un nouveau système monétaire national en 1862, le renforcement en matière budgétaire des pouvoirs municipaux (les juntas económico-administrativas), une nouvelle loi bancaire pour faciliter l'activité financière, la baisse de la dette publique grâce à un contrôle accru des dépenses de l’État et une meilleure perception des impôts… Le pays connut durant cette période une réelle embellie économique, en raison de la croissance du commerce, des investissements étrangers (essentiellement britanniques) et de la revolución del lanar (la « révolution de la laine », c'est-à-dire le développement très rapide de l'élevage ovin et des exportations de laine).
L'affirmation de l'identité orientale et la défense de la souveraineté nationale constituèrent une autre priorité. Le gouvernement de Berro adopta une stricte neutralité dans les conflits voisins, notamment entre les fédéraux et les unitaires en Argentine. Il résista aux pressions du Brésil, du Royaume-Uni et de la France qui exigeaient des compensions pour leur participation à la grande guerre. La forte présence de populations brésiliennes dans le nord du pays le poussa à fonder la ville de Ceballos afin de consolider la frontière. Il n'hésita pas non plus à défendre la liberté des esclaves brésiliens réfugiés sur le territoire oriental malgré les protestations répétées de Rio de Janeiro.
À partir de 1863, il dut affronter une insurrection menée par le colorado Venancio Flores (soutenu par le président argentin Bartolomé Mitre et l'empire du Brésil). Mais il ne put y mettre fin à cause de la défection de certains de ses collaborateurs (notamment Andres Lamas qui passa du côté des rebelles) et de désaccords avec son état-major, entraînant l'inaction militaire du gouvernement. À la fin de son mandat, le président du Sénat – Atanasio Cruz Aguirre – assura l'intérim de la présidence de la République.
Issu d'un milieu social aisé, Berro faisait pourtant preuve d'une grande simplicité. Il habitait généralement sa quinta de Manga et travaillait lui-même la terre, ce qui provoquait la surprise ou la désapprobation des patriciens de l'époque, étonnés d'une telle attitude de la part de l'un des leurs et, de plus, titulaire de la fonction suprême.

### Cabinet de gouvernement
| Ministère           | Titulaire                | Période     |
| ------------------- | ------------------------ | ----------- |
| Intérieur           | Carlos San Vicente       | 1860 - 1862 |
| Intérieur           | Juan P. Caravia          | 1862 - 1864 |
| Affaires étrangères | Eduardo Acevedo Maturana | 1860 - 1861 |
| Affaires étrangères | Enrique de Arrascaeta    | 1861 - 1862 |
| Affaires étrangères | Jaime Estrázulas         | 1862 - 1863 |
| Affaires étrangères | Juan José de Herrera     | 1863 - 1864 |
| Finances            | Tomás Villalba           | 1860 - 1861 |
| Finances            | Antonio Pérez            | 1861 - 1864 |
| Guerre et Marine    | Salvador García          | 1860        |
| Guerre et Marine    | Diego Eugenio Lamas      | 1860 - 1862 |
| Guerre et Marine    | Joaquín Teodoro Engaña   | 1862 - 1863 |
| Guerre et Marine    | Cipriano Miró            | 1863        |
| Guerre et Marine    | Luis Rufino de Herrera   | 1863 - 1864 |

### L'assassinat de Berro
Berro devint l'une des principales figures de l'opposition durant la présidence de facto du général Flores.
Le 19 février 1868, dans un contexte politique particulièrement agité (boycott blanco des élections de novembre 1867 suivi d'une forte abstention, divisions au sein du parti colorado, fin du gouvernement de Venancio Flores et présidence par intérim de Pedro Varela), les blancos menés par Berro se soulevèrent contre le gouvernement. Ils s'emparèrent du Fuerte (siège du gouvernement), mais l'insurrection échoua alors que Venancio Flores était assassiné en se rendant sur le lieu des événements. Quant à Berro, arrêté et transféré au Cabildo (l'Hôtel de ville), il périt lui aussi assassiné dans des circonstances peu claires. Son corps dénudé fut transporté sur une charrette à travers la ville et jeté dans une fosse commune du cimetière central.

### Activité littéraire
Son activité littéraire se déploya, surtout, entre 1824 et 1837. Seules trois de ses œuvres parurent de son vivant dans El Parnaso Oriental o Guirnalda Poética de la República Uruguaya, une anthologie de poètes uruguayens imprimée à Montevideo en 1835. Sa poésie, inspirée des poètes baroques du XVIIe siècle espagnol, aborde des thèmes philosophiques, moraux, scientifiques, patriotiques et bucoliques. Epístola a Doricio, dédiée à son ami Doroteo García en 1832, reste l'une de ses compositions les plus appréciées.